# Colocleora simulatrix
Colocleora simulatrix là một loài bướm đêm trong họ Geometridae.